# 中国共产党第十八届中央委员会第三次全体会议
中国共产党第十八届中央委员会第三次全体会议，简称中共十八届三中全会，于2013年11月9日至12日在北京京西宾馆召开，共有中共中央委员204人、中共中央候补委员169人出席。中央政治局在会上向中央委员会报告了工作；会议还研究了全面深化改革的一些问题。

## 背景
2012年11月举行的中共十八大提出了全面建成小康社会和全面深化改革开放的目标，即“经济持续健康发展，人民民主不断扩大，文化软实力显著增强，人民生活水平全面提高，资源节约型、环境友好型社会建设取得重大进展”；此外还提出了“两个一百年”的目标，即“在中国共产党成立一百年时全面建成小康社会，在新中国成立一百年时建成富强民主文明和谐的社会主义现代化国家。”为了完成这些目标，于次年8月27日召开的中共中央政治局会议决定，召开中共十八届三中全会以做出全面深化改革的部署。历届的中共三中全会一般被认为是决定长期经济发展与改革计划的会议。

## 全面深化改革
該會議通過的《中共中央关于全面深化改革若干重大问题的决定》就经济、政治、文化、社会、生态文明、国防和军队6个方面做出了改革部署，其中经济体制改革是全面深化改革的重点。另外，《决定》还专门指出了中国共产党对全面深化改革的领导地位”，并要求“到2020年完成提出的改革任务”。改革计划中的长远目标也会成为第十三个五年计划（2016-2020年）的一部分。

### 经济体制改革

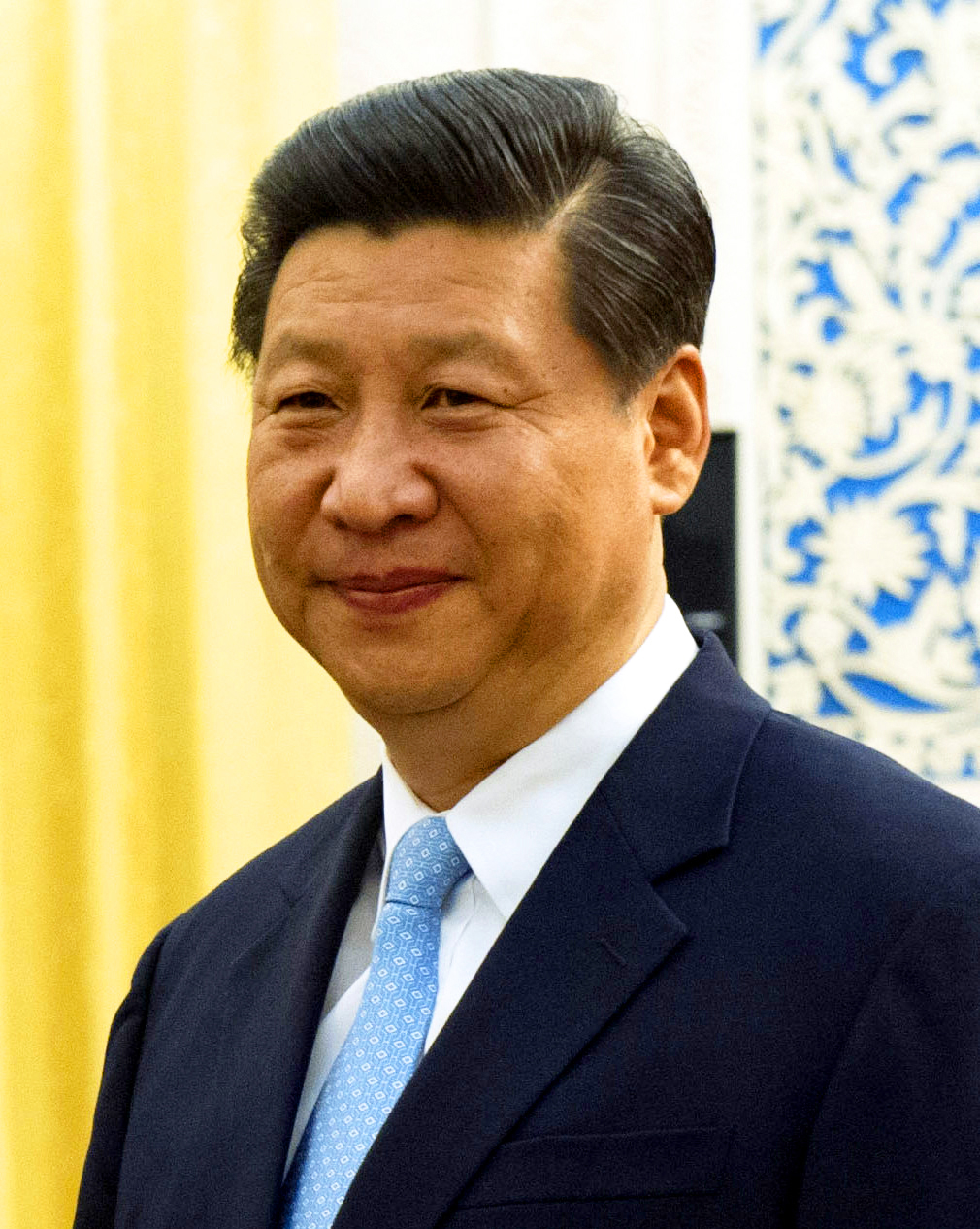
时任中共中央总书记习近平

#### 市场和政府的关系
1992年举行的中共十四大提出了市场在国家宏观调控下对资源配置起基础性作用，而中共十八届三中全会则修改了这一定位，第一次提出市场在资源配置中起决定性作用。因此要着力解决市场体系不完善、政府干预过多和监管不到位的问题。

#### 基本经济制度
2012年举行的中共十八大提出了“保证各种所有制经济依法平等使用生产要素、公平参与市场竞争、同等受到法律保护”的要求，中共十八届三中全会应此要求提出了要完善产权保护制度，同时保障公有制和非公有制经济财产权不可侵犯，并将其排在了经济体制改革任务的首位。
中共十八届三中全会提出要积极发展混合所有制经济，并提出了“三个允许”，即允许更多国有经济和其他所有制经济发展成为混合所有制经济，国有资本投资项目允许非国有资本参股，允许混合所有制经济实行企业员工持股，形成资本所有者和劳动者利益的共同体。国家发改委副主任连维良称：“过去我们讲各种所有制共同发展，更强调不同所有制经济自我发展，强调相互之间不排斥、相互促进。现在讲混合所有制经济则更强调不同所有制形式之间直接结合、交叉持股、融合发展。”
1993年举行的中共十四届三中全会提出国有企业要建立适应市场经济要求，产权清晰、权责明确、政企分开、管理科学的现代企业制度，此次中共十八届三中全会提出要进一步深化国有企业改革，适应市场化、国际化的新形势，并提出国有资本继续控股经营的自然垄断行业要实行以政企分开、政资分开、特许经营、政府监管为主要内容的改革。
中共十八届三中全会提出要支持非公有制经济健康发展，称非公有制经济在支撑增长、促进创新、扩大就业、增加税收等方面具有重要作用，要坚持权利平等、机会平等、规则平等，提出要废除对非公有制经济的不合理规定，要消除各种隐性壁垒，要制定非公有制企业进入特许经营领域具体办法；还提出了“三个鼓励”，即鼓励非公有制企业参与国有企业改革，鼓励发展非公有资本控股的混合所有制企业，鼓励有条件的私营企业建立现代企业制度。

#### 现代市场体系
中共十八届三中全会提出要建立公平开放透明的市场规则，并称建设统一开放、竞争有序的市场体系，是使市场在资源配置中起决定性作用的基础。因此提出要实行统一的市场准入制度，并探索负面清单的管理模式，此外还要改革市场监管体系，反对地方保护、垄断和不正当竞争。
中共十八届三中全会提出要完善主要由市场决定价格的机制，此举被学者胡鞍钢称为“改革关键”。湖北省物价局局长谢连平称：“价格是市场机制的核心，价格垄断行为对市场机制的破坏最为直接和严重。物价部门应在处理好政府和市场关系的基础上，进一步解放思想、简政放权，加强和改善对市场价格的综合调控。”
中共十八届三中全会提出要建立城乡统一的建设用地市场，在允许农村集体经营性建设用地出让、租赁、入股的同时，使之与国有土地同等入市、同权同价；要完善金融市场体系，不光允许民间资本设立中小型银行等金融机构，还要求健全多层次资本市场体系、完善保险经济补偿机制、完善人民币汇率市场化形成机制并完善监管协调机制；要深化科技体制改革，不但要建立健全鼓励创新的体制机制，还要健全技术创新市场导向机制，同时要注意保护知识产权。此外，还提出了国家重大科研基础设施依照规定应该开放的一律对社会开放，和实行院士退休和退出制度。

#### 政府职能转变
中共十八届三中全会决定要转变政府职能，建设法治政府和服务型政府。一要健全宏观调控体系，要求宏观调控体系以国家发展战略和规划为导向、以财政政策和货币政策为主要手段； 二要全面正确履行政府职能，简政放权，取消审批，使得市场机制能有效调节的经济活动；三要优化政府组织结构，严格控制机构规模。

#### 财政体制改革
中共十八届三中全会提出要建立现代财政制度，完善立法、明确事权、改革税制、稳定税负、透明预算、提高效率。既要改进预算管理制度，又要完善税收制度，还要建立事权和支出责任相适应的制度。

#### 城乡发展一体化
中共十八届三中全会提出要形成以工促农、以城带乡、工农互惠、城乡一体的工农城乡关系，因此要加快构建新型农业经营体系，赋予农民更多财产权，推进城乡要素平等交换和公共资源均衡配置，并完善城镇化健康发展体制机制。

#### 开放型经济体制

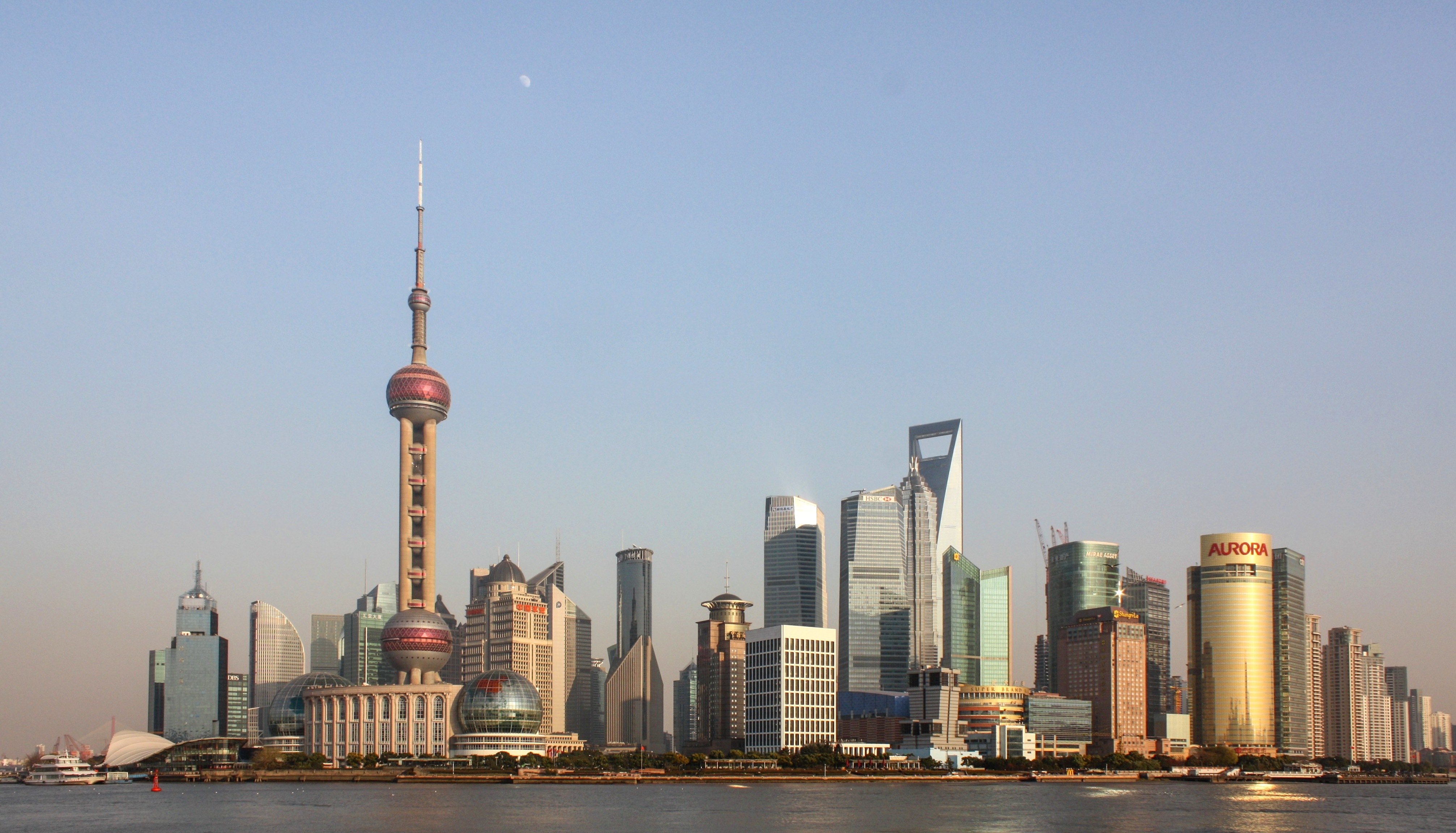
上海浦东建立了中国第一个自由贸易区

中共十八届三中全会决定要放宽投资准入，即进一步放开外资准入限制；同时要加快自由贸易区建设，希望形成面向全球的高标准自由贸易区网络；还要扩大内陆沿边开放，形成全方位开放的新格局。

### 政治体制改革

#### 民主政治制度
中共十八届三中全会提出要推动人民代表大会制度与时俱进，完善它的工作机制。同时要推进协商民主广泛多层制度化发展，并发展基层民主。

#### 法治建设
中共十八届三中全会提出要建设法治中国，宣称要让人民群众在每一个司法案件中都感受到公平正义。具体来讲，
- 要维护宪法法律权威，坚持法律之前人人平等，坚决追究一切违反宪法法律的行为；
- 要深化行政执法体制改革，理顺城管执法体制，完善行政执法程序，规范执法自由裁量权，加强对行政执法的监督；
- 要确保依法独立公正行使审判权检察权，即改革司法管理体制，同时探索建立与行政区划适当分离的司法管辖制度，保证国家法律统一正确实施；
- 要健全司法权力运行机制，改革审判委员会制度，推进审判公开、检务公开；
- 要完善人权司法保障制度，严禁刑讯逼供、体罚虐待，严格实行非法证据排除规则，逐步减少适用死刑罪名，废止劳动教养制度，完善法律援助制度。[6][7]

#### 权力运行制约和监督体系
中共十八届三中全会提出要坚持用制度管权管事管人，让人民监督权力，让权力在阳光下运行，控制“三公”经费支出和楼堂馆所建设，着力解决“形象工程”、“政绩工程”以及不作为、乱作为等问题。

### 文化体制改革
中共十八届三中全会提出在文化管理体制上，要推动政府部门由办文化向管文化转变，还要健全坚持正确舆论导向的体制机制；在文化市场体系上，要完善文化市场准入和退出机制，鼓励各类市场主体公平竞争、优胜劣汰；在公共文化服务体系上，要促进基本公共文化服务标准化、均等化，并引入竞争机制；此外，还要提高文化开放水平，积极吸收借鉴国外一切优秀文化成果。
《经济学人》发现《决定》中隐含提到允许社会团体发展，表明了新一届政府对中国非政府组织发展的态度。

### 社会体制改革
中共十八届三中全会提出要深化教育领域综合改革。首先要全面贯彻党的教育方针，加强社会主义核心价值体系教育；其次要强化体育课和课外锻炼，改进美育教学；其三要促进教育公平，逐步缩小区域、城乡、校际差距，不准设立重点学校重点班；其四要加快现代职业教育体系建设。
特别地，中共十八届三中全会提出要推进考试招生制度改革，期望从根本上解决一考定终身的弊端。义务教育要免试就近入学，试行学区制和九年一贯对口招生；初高中推行学业水平考试和综合素质评价；职业院校推行分类招考或注册入学；普通高校推行基于统一高考和高中学业水平考试成绩的综合评价多元录取机制。此外，要探索全国统考减少科目、不分文理科、外语等科目社会化考试一年多考；试行普通高校、高职院校、成人高校之间学分转换，拓宽终身学习通道。
另外，还要健全促进就业创业体制机制，形成合理有序的收入分配格局，建立更加公平可持续的社会保障制度，深化医药卫生体制改革，实施“单独两孩”政策 。
至于社会治理，则要加强党委领导，发挥政府主导作用，鼓励和支持社会各方面参与，激发社会组织活力，改革行政复议和信访制度，健全公共安全体系。

#### 中央国家安全委员会
中共十八届三中全会决定设立中央国家安全委员会。次年1月24日举行的中共中央政治局会议决定，中央国家安全委员会由总书记习近平任主席，政治局常委李克强、张德江任副主席，属于中共中央关于国家安全工作的决策和议事协调机构，负责统筹协调涉及国家安全的重大事项和重要工作。中国外交部称，设立国安委使“恐怖分子、分裂分子、极端分子”紧张。大公网和新华网对其成立持支持态度，认为“正当其时”。日本防卫省防卫研究所的报告推测，设立国安委的意图在于“制定国家安保战略，实现统一领导和政策协调的制度化”，将监督外交与国家安全政策的制定；它是为了实现政策协调而设立的，使中国政府能够对国内外的安全威胁迅速做出反应。

### 生态文明体制改革
中共十八届三中全会提出用制度保护生态环境，即实行“最严格的源头保护制度、损害赔偿制度、责任追究制度，完善环境治理和生态修复制度”。因此要健全自然资源资产产权制度和用途管制制度，健全国家自然资源资产管理体制；划定生态保护红线，探索编制自然资源资产负债表；实行资源有偿使用制度和生态补偿制度；改革生态环境保护管理体制。

### 国防和军队体制改革
中共十八届三中全会提出了中共在新形势下的强军目标：“建设一支听党指挥、能打胜仗、作风优良的人民军队”。为了达到这个目标，中共提出“要深化军队体制编制调整改革，优化军队规模结构；推进军队政策制度调整改，健全军费管理制度，健全军事法规制度体系；推动军民融合深度发展。”

### 中央全面深化改革领导小组
中共十八届三中全会决定，设立中央全面深化改革领导小组。一个月以后，中共中央政治局会议决定，小组正式成立，由总书记习近平担任组长，政治局常委李克强、刘云山、张高丽任副组长。小组于2014年1月22日开始运作，下设“经济体制和生态文明体制改革”、“民主法制领域改革”、“文化体制改革”、“社会体制改革”、“党的建设制度改革”、“纪律检查体制改革”6个专项小组。

## 评价
中国经济学者、中国企业联合会执行副会长孟晓苏接受《德国之声》采访时认为“去掉锁链”的李会加大改革力度，可以使中国的改革发展与世界接轨。然而德国之声对此次会议的总体评价为促进经济改革，然而在政治和意识形态上更趋向保守。《决定》中提到促进司法和行政适当分离中国部分法律学者对司法独立改革并不表示乐观，因根据目前司法地方化的原则，法院及检察院很难不受制于当地党政机关。但有传言省以下地方法院、检察院将促进人财物统一，这表明将逐渐实现司法系统垂直管理。英国广播公司旗下的BBC中文网发表文章，認為習近平通過國安委集權，國安委將鞏固習近平的執政地位。